# Заједнички европски оквир за живе језике
Заједнички европски оквир за живе језике: учење, настава, оцењивање/оцјењивање (фр. Cadre européen commun de référence pour les langues: apprendre, enseigner, évaluer; енгл. Common European Framework of Reference for Languages: learning, teaching, assessment) је дело групе аутора издато истовремено на енглеском и француском језику. Бави се изучавањем, наставом и оцењивањем језика и представља завршетак процеса који је започет 1991. године, пре свега захваљујући сарадњи с многим наставницима у Европи и шире. На српском језику је изашао 2003. године у Подгорици, у издању Министарства просвјете и науке Црне Горе.
Оквир се посебно односи на учење страних језика, али се примењује, уз незнатно прилагођавање, и на учење матерњег језика. Ово дело одређује нове нивое усвајања одређеног језика. Постоје три нивоа — А, Б и Ц. 
- А1 или уводни и А2 тј. средњи су нивои кандидата почетника
- Б1 и Б2 прате напредне кандидате, тако што Б1 представља праг, а Б2 напредни ниво
- Ц1 и Ц2 су самостални кандидати од којих Ц1 представља самостални ниво, а Ц2 ниво владања језиком.

Ради оријентације треба нагласити да ниво Ц2 представља ниво који не може положити свака одрасла особа којој је предметни језик матерњи, већ то може особа са префињеним осећајем за језик, стил и нијансе у значењу речи и реченица. 
Уз Европски оквир налази се и Европски језички портфолио за наставнике и менторе (фр. Guide à l'usage des Enseignants et Formateurs d'Enseignants), књига са примерима који показују како се оквир примењује у пракси. Портфолио заправо треба да помогне онима који желе да се укључе у примену европских оквира, али не знају како то практично да изведу.

## Циљеви
Заједнички оквир написан је са многобројним циљевима. Два су основна:
1. да се охрабре практичари (у које се убрајају и ученици и наставници) да себи поставе неколико питања:
  - шта треба урадити при усменој или писменој комуникацији с другима,
  - зашто се ради на овај начин,
  - који облик учења је неопходан при учењу новог језика,
  - како се дефинишу циљеви и препознаје напредак од потпуног незнања до успешног овладавања страним језиком,
  - како се у пракси реализује учење језика,
  - како помоћи људима да боље овладају језиком,
2. да се олакша размена информација између наставника и ученика тако што ће ученици знати шта се од њих очекује и како до тога да стигну.

Неки од циљева такође јесу да се уједначи начин учења језика, да се малим језицима да већи значај, да се систем оцењивања (заправо евалуације као ширег појма) уједначи, да се учење језика више базира на могућности његове практичне примене него на, понекад неупотребљивим, теоретским знањима. Све то са жељом да се усвоји најпрактичније, најбоље решење. Европски оквир не представља обавезу, он је препорука и отворен је за све нове препоруке, савете, критике, зарад новог и бољег. 
Министарство просвете Србије званично је прихватило препоруке Европског оквира и процес прилагођавања планова и програма је у току.